# Charoides dimidiata
Charoides dimidiata är en skalbaggsart som först beskrevs av Bates 1865.  Charoides dimidiata ingår i släktet Charoides och familjen långhorningar. Inga underarter finns listade i Catalogue of Life.